# Нижнемамонское 1-е сельское поселение
Нижнемамонское 1-е сельское поселение — муниципальное образование Верхнемамонского района Воронежской области России.
Административный центр — село Нижний Мамон.

## История
Законом Воронежской области от 28 июня 2013 года, упразднённое Нижнемамонское 2-е сельское поселение было включено в Нижнемамонское 1-е сельское поселение.
После упразднения Нижнемамонского 2-го сельского поселения в 2013 году в состав поселения, помимо объединённого села Нижний Мамон, вошёл также хутор Лукьянчиков.
Главой Нижнемамонского 1-го сельского поселения с 17 сентября 2013 года является Жердев Александр Дмитриевич.

## Население
| 2010  | 2012  | 2013  | 2014  | 2015  | 2016  | 2017  | 2018  | 2019  |
| ----- | ----- | ----- | ----- | ----- | ----- | ----- | ----- | ----- |
| 2106  | ↘2065 | ↘2036 | ↗3634 | ↘3564 | ↘3481 | ↘3398 | ↘3339 | ↘3324 |
| 2020  | 2021  |       |       |       |       |       |       |       |
| ↘3293 | ↗3472 |       |       |       |       |       |       |       |

## Населённые пункты
В состав сельского поселения входят 2 населённых пункта:
- село Нижний Мамон.
- хутор Лукьянчиков.

До 2013 года сельское поселение включало 1 населённый пункт — Нижний Мамон, который представлял собой часть современного села Нижний Мамон. Другая часть села как Нижний Мамон  вместе с хутором Лукьянчиков входила в состав Нижнемамонского 2-го сельского поселения, упразднённого в 2013 году вместе с объединением двух частей села в одно село. 